# Black Rain (banda)
Black Rain es una banda de sleaze rock y hard rock de origen francés fundada en el año 2003, con el lanzamiento de su primer EP titulado Twilight Rain and Darkness.

## Historia
El lanzamiento de Twilight Rain and Darkness es un trabajo que se acercaba más al speed metal. Esta obra no es reconocida por la propia banda, ya que según ellos, era el principio del grupo y estaban buscando su dirección musical.
Actualmente, conseguir este material es casi imposible, ya que se produjeron solo 500 copias. La formación de la banda en ese entonces era Swan (guitarra y voz), Max 2 (guitarra) el baterista Kenny Snake, y Heinrich como bajista.

## Lanzamiento de “BlackRain”
En 2006 llega su primer álbum titulado simplemente "BlackRain" acompañado por una gira en Japón. Este trabajo está alejado de aquel Speed Metal que habían hecho en un principio, y más cercano al Power Metal. Se destaca la canción Kill 'Em All con la intro de la famosa película "It: Pennywise the Clown". Las mayorías de las canciones de este trabajo son de una duración mayor a los 6 minutos.
Según su guitarrista, Max 2:
Al llegar a Japón, éramos completamente desconocidos...En primer lugar, tuvimos que tocar por menos de 10 personas...y en menos de un mes, a través del boca a boca, las entradas estaban agotadas...Era nuestra primera gira real y se confirmó que estábamos hechos para esto...

## License to Thrill
Segundo álbum de los franceses lanzado en 2008, grabado con el productor sueco Chris Laney, y reeditado en 2009 por Listenable Records.
A finales de 2007, Kenny Snake se sustituye por Iann Lewis y salen de gira por toda Europa. En Europa, hasta el momento, Suecia es, sin duda, el territorio donde BlackRain tiene mayor éxito. Esto, en parte, puede deberse a que  "License to Thrill" ha sido mezclado por Chris Laney (Zan Clan) en Polar Studios de Estocolmo y en cuanto a conciertos, a menudo se cruzaban con sus amigos de Sister y Crashdïet con los cuales compartían festivales.  
Este trabajo es considerado uno de los mejores discos del Sleaze rock y Glam rock actual. En la web Rockeyez.com casi le otorgan la máxima puntuación.
De acuerdo a los comentarios de revistas como Burn! de Japón, Rock Mag de Suecia, Rock One y Rock Hard de Francia, esta banda es una de las más brillantes esperanzas de la nueva ola de glam rock/metal.

## Lethal Dose of ...
"Lethal Dose Of..." es el tercer de BlackRain que se dio a conocer el 14 de febrero de 2011, bajo su propio sello, distribuidos por Wagram Music en Francia y SPV en el resto de Europa. 
A finales de 2009, a través de amigos, Swan y compañía atrajo la atención del productor/manager francés Dany Terbèche (Trash, Enfer magazine, Tokyo Blade, Gypsy Queen…). 
Juntos ellos rápidamente reelaboraron todas las composiciones nuevas y comenzó a desarrollar un sonido propio. El equipo de nuevo fue encerrado en un estudio durante meses, de donde rara vez salió, sólo a telonear a Europe en París, tocar en un concierto memorable en Túnez o ser parte del Motocultor Festival. 
"El primer día de estudio, nos dimos cuenta de que Dany estaba en el nivel musical como nosotros. Él nos dio su experiencia ya que estamos dejando libre nuestras elecciones musicales y lo que queríamos expresar a través de nuestras canciones. Se ha convertido rápidamente en el quinto miembro de BlackRain. Esto es cierto, hay 35 años entre nosotros, pero tiene una gran cultura musical y es ciertamente menos cursi que la mayoría de tipos de nuestra edad..."  
Declara  Swan, guitarrista/cantante y responsable de la mayor parte de la composición de canciones.
Para este trabajo, nuevamente hay un reemplazo en la batería, Iann Lewis es sustituido por Frank F.
"Lethal Dose Of..." cuenta además con una edición “Deluxe” con temas en vivo y distintas versiones de sus canciones. 
Año 2012 Black Rain participa en Incroyable Talent consiguiendo llegar a la final quedando en una buena posición.

## It Begins
El cuarto álbum de BlackRain es producido por Jack Douglas (Aerosmith, Alice Cooper, John Lennon, entre otros). Firmaron un Contrato Discográfico con Columbia Sony Records y el disco se dio a conocer el 10 de junio de 2013, cuentan con mejor producción y elaboración de canciones. BlackRain rompe radicalmente con este gran disco como arma mortal demostrando que están en el camino correcto (la guerra) para la dominación Sleaze en el mundo.

## Released
El grupo elige separarse de su productor y organizarse de manera independiente. Por lo tanto, el 10 de agosto de 2014 se presenta con una producción reducida en el gran escenario de la Feria del Vino de Colmar13. En el proceso, el grupo anunció un nuevo álbum el 12 de diciembre de 2015, pidiendo a los fanáticos que lo financien a través de la plataforma Pledgemusic. En solo 20 días, el objetivo se alcanza y se supera y el grupo puede ir a grabar por primera vez un álbum en los Estados Unidos con Jack Douglas nuevamente a cargo.
El álbum, titulado Released, finalmente se lanzó en marzo de 2016 a nivel internacional en el sello UDR Music de Motörhead. El grupo se descubre a los fanáticos con un atuendo mucho más clásico que rompe con su antiguo estilo. Para promocionar su álbum, el grupo inicialmente confía en la creatividad de sus videos. Produjo varios clips: Back in Town, que sigue a una chica en las calles de París, Killing Me, filmada en medio del desierto de California, Rock My Funeral en una serie animada. Después de abrir para Iron Maiden en el Download Festival14, y para Ugly Kid Joe durante la reapertura del Élysée Montmartre, así como después de las fechas triunfales en Inglaterra, España e Italia, el grupo lanzó un clip con el invitado Rémi Gaillard y Gilles Lartigot que promueven la defensa de los animales. El 24 de noviembre de 2016, ingresaron en el top 10 de las bandas de rock francesas más grandes de todos los tiempos según la revista británica Classic Rock Magazine. Se encuentran junto a Trust, Téléphone, Noir Désir, Gojira o Mass Hysteria

## Dying Breed
Compuesto y grabado en Suecia, donde el líder Swan está permanentemente establecido, este nuevo álbum, llamado "Dying Breed", es como una respuesta a la forma en que funciona el mundo de la música. Rodeados de música electrónica y R&B, sorprendidos por la muerte de muchos de sus ídolos que hicieron historia en el rock, preguntados por la gente por qué todavía usan este cabello largo anticuado, el nombre del álbum se debe según ellos mismo a que los cuatro miembros de la banda se sienten cada vez más como una raza moribunda. último de su tipo 'como se dice en el primer sencillo del álbum "Dying Breed", como segundo sencillo fue lanzada la canción "Hellfire" junto a un video musical al igual que el tercer single "A Call From The Inside".

## Miembros
| - Frank F: Batéria - Max2: Guitarra - Swan: Voz, Guitarra - Heinrich: Bajo | - Iann Lewis: Batéria - Kenny "Bigballs" Snake: Batéria |

## Discografía
- Twilight Rain and Darkness (Démo - 2003)

- BlackRain (CD - 2006)

- Innocent Rosie (EP - 2008)

- License to Thrill (CD – 2008)

- Lethal Dose of ... (CD - 2011)

- It Begins (CD - 2013)

- RELEASED (CD - 2016)

- Dying Breed (CD - 2019)

- Untamed (CD - 2022)